# Montocythere
Montocythere is een geslacht van kreeftachtigen uit de klasse van de Ostracoda (mosselkreeftjes).

## Soorten
- Montocythere bicornis (Andreev, 1965) Schornikov, 1990
- Montocythere ilyini (Andreev & Vronskaya, 1966) Schornikov, 1990
- Montocythere montuosa (Jones & Hinde, 1890) Schornikov, 1990 †
- Montocythere obvoluta (Herrig, 1967) Schornikov, 1990 †
- Montocythere torulosa (Andreev, 1966) Schornikov, 1990